# Petroica australis
Petroica australis là một loài chim trong họ Petroicidae.
Loài chim này chỉ được tìm thấy ở New Zealand, nơi chúng có địa vị của một loài đặc hữu được bảo vệ. Những con chim này phân bố thưa thớt qua Đảo Nam và Đảo Stewart / Rakiura, mặc dù sự phân bố không liên tục. Loài này có hai loài, gồm phân loài đề cử, và phân loài P. australis rakiura. Loài này có liên quan chặt chẽ với loài robin đảo Bắc (trước đây là P. australis longipes, nay được coi là một loài riêng biệt), và cũng là loài chim robin đen cực kỳ hiếm (P. traversi) của quần đảo Chatham.